# شاره (سبزوار)
شاره، روستایی است از توابع بخش مرکزی شهرستان سبزوار استان خراسان رضوی ایران. این روستای کوهستانی و زیبا در ۳۵ کیلومتری شمال غرب سبزوار قرار دارد. از مکان های زیارتی این روستا می توان به امام زاده بی بی ساره خاتون اشاره کرد.

## جمعیت
این روستا در دهستان کراب قرار داشته و بر اساس سرشماری سال ۱۳۸۵ جمعیت آن ۲۱۶ نفر (۸۱ خانوار)
بوده است.